# Bakool
Bakool (Arabisch: باكول, Bākaul) is een regio (gobolka) in centraal Somalië. De hoofdstad is Hudur. Het heeft een grens met Ethiopië en de Somalische regio's Hiiraan, Bay en Gedo. Het heeft een geschatte bevolking van 357.000.
Bakool was onderdeel van de voormalige de facto onafhankelijke staat Zuidwest-Somalië. Bakool maakte, evenals zoals Gedo, Bay en de meeste delen van Midden-Juba deel uit van het oude noordelijke regio die in het midden van de jaren 80 door het toenmalige militaire regime werd onderverdeeld.
Het bestaat uit de volgende districten:

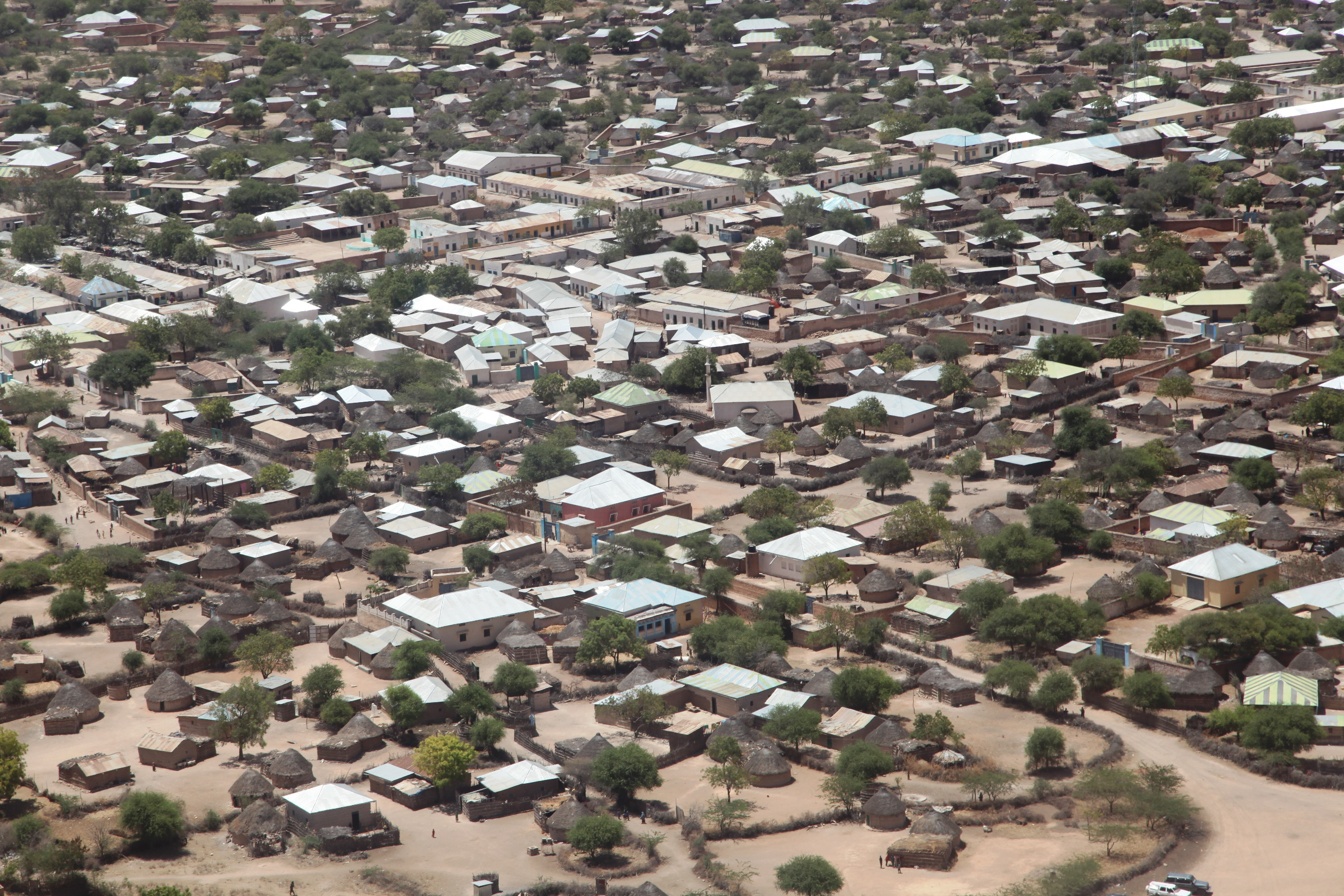
Hudur, hoofdstad van Bakool

- Hudur (Xuddur)
- Tijeglow (Tiyeglow)
- Wajid * Yed

en de geplande districten:
- Dollandole
- Rabdhure